# Jaume Lacoma i Alié
Jaume Lacoma i Alié (Barcelona, Barcelonès, 1829 - Ripollet, Vallès Oriental, 1895) va ésser un metge i cirurgià que fou nomenat delegat a l'Assemblea de Manresa (1892).